# Państwowe Liceum Sztuk Plastycznych im. Wojciecha Gersona w Warszawie

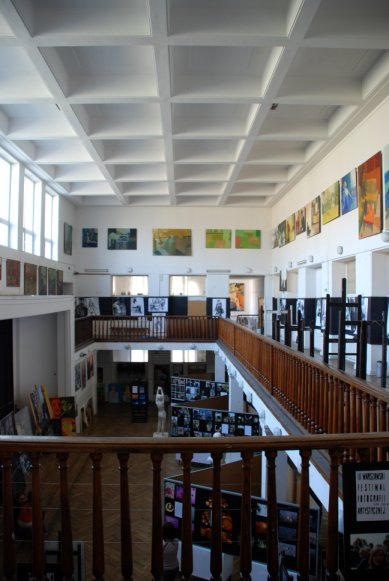
Wnętrze szkoły

Państwowe Liceum Sztuk Plastycznych im. Wojciecha Gersona (do 2019 Zespół Państwowych Szkół Plastycznych im. Wojciecha Gersona) – państwowa szkoła artystyczna średniego szczebla znajdująca się przy ul. Smoczej 6 w Warszawie. 
Organem prowadzącym placówkę jest Ministerstwo Kultury i Dziedzictwa Narodowego. Podlega ona nadzorowi Centrum Edukacji Artystycznej.

## Historia
Szkoła powstała w 1945 jako Państwowe Liceum Artystyczne i wraz z Wyższą Szkołą Sztuk Plastycznych, mieściła się przy ul. Myśliwieckiej 8. Współpracowała wtedy z Centralnym Ośrodkiem Pedagogicznym i Międzynarodowym Stowarzyszeniem Wychowania przez Sztukę (patronat UNESCO). Pierwszym dyrektorem i założycielem był Antoni Mączak. Ideą nowo powstałej szkoły było „wychowanie przez sztukę”. 
Następnie Liceum przekształcono w Ogólnokształcącą Szkołę Sztuk Pięknych. Od początku realizowała program szkoły średniej, tak więc od roku 1953 zniesiono ograniczenie wyboru studiów, tak aby absolwenci mogli wybierać różne kierunki studiów.
W 1957 przeniesiona do budynku byłej Podchorążówki w Łazienkach Królewskich. W roku 1963 szkoła uzyskała patronat Centrali Przemysłu Ludowego i Artystycznego Cepelia.
PLSP - Państwowe Liceum Plastyczne było miejscem, gdzie młodzież z różnych środowisk odnajdywała wspólny język poprzez twórczość plastyczną.
W następstwie wydarzeń marca 1968 roku usunięto założyciela szkoły dyrektora Antoniego Mączaka oraz wicedyrektora Włodzimierza Tiunina. 
W 1977 przeniesiona na ulicę Smoczą (do budynku po przeniesionym XLV LO im. Romualda Traugutta). W szkole uczyli m.in. Jacek Kuroń, Maciej Piekarski, Andrzej Rudziński i Włodzimierz Tiunin.
Od 2002 utworzono w niej gimnazjum. Do 2019 roku funkcjonowało pod nazwą Zespołu Państwowych Szkół Plastycznych.
Absolwenci liceum uzyskują tytuł plastyka z jedną z czterech dostępnych w szkole specjalizacji. Tytuł upoważnia do wykonywania tego zawodu. Od roku 2006 do 2023 funkcję dyrektora szkoły pełniła dr Beata Lewińska-Gwóźdź. Obecnym dyrektorem jest Paweł Kasprzak. Szkoła posiada pracownie artystyczne.
W związku z reformą systemu oświaty dnia 1 września 2019 Zespół Państwowych Szkół Plastycznych im. Wojciecha Gersona w Warszawie został przekształcony w Państwowe Liceum Sztuk Plastycznych im. Wojciecha Gersona w Warszawie.

## Absolwenci
- Paweł Althamer
- Bohdan Czeszko
- Krystyna Janda
- Ferdynand Jarocha
- Maja Lidia Kossakowska
- Jan Lebenstein
- Dariusz Mlącki
- Witold Modzelewski
- Teresa Mroczko
- Paweł Myszka
- Katarzyna Pakosińska
- Aneta Popiel-Machnicka
- Sława Przybylska
- Zbigniew Rybczyński
- Jacek Sienicki
- Piotr Szulkin
- Janusz Tofil
- Grzegorz Rosiński
- Leon Urbański
- Krystyna Zachwatowicz
- Zbigniew Ziomecki
- DK Welchman